# مجد عزت الچربجی
مجد عزت الچربجی (به عربی: مجد عزت الشربجي؛ زاده ۱۹۸۱) فعال صلح اهل سوریه است. وی برای کار خود در دفاع از زنان و حقوق بشر در سوریه، در سال ۲۰۱۵ جایزه بین‌المللی زنان شجاع را از وزارت امور خارجه ایالات متحده آمریکا دریافت کرد.
در دوران بهار عرب و شروع اعتراضات مردمی در سوریه، او سازماندهی یک اعتصاب برای آزادی زندانیان سیاسی را بعهده داشت. به دلیل فعالیت‌هایش توسط پلیس دستگیر شد. علیرغم جراحاتش بهنگام دستگیری در زندان نیز به فعالیت‌های صلح آمیز خود ادامه داد. او ۱۵۰ زن بازداشت شدهٔ را متقاعد کرد تا به اعتصاب غذا دست بزنند تا رژیم مجبور شود برای آنها دادگاه تشکیل داده و روند قضایی داشته باشند. در نهایت، اعتصاب غذا او به همراه ۸۳ زندانی به یک زندان دیگر در دمشق در کنار سایر زندانیان سیاسی قرار گرفتند. در دادگاه در دادگاه دستگیر شد. او به همراه ۳ فرزندش به لبنان تبعید شده‌اند.